# ADAC Fórmula 4
La ADAC Fórmula 4 fue una competición de monoplazas reguladas de acuerdo con el reglamento de Fórmula 4 de la Federación Internacional del Automóvil (FIA). Sustituyó a la ADAC Fórmula Masters con base en Alemania, esencialmente fue una reconversión del anterior campeonato.
Tras la finalización de la temporada 2022, que se quedó sin pilotos, hubo una larga espera para la publicación de un calendario de carreras para 2023. Esto, unido a los rumores sobre la toma del Deutsche Tourenwagen Masters (DTM) por parte de la ADAC, que también se llevó a cabo el 2 de diciembre de 2022, dio lugar a especulaciones de que el campeonato no continuaría. Al día siguiente, se anunció que la ADAC Fórmula 4 no se disputará en 2023. Los altos costos en comparación con otros campeonatos nacionales de Fórmula 4 y el bajo número de pilotos se dan como razones para el final del campeonato. Solo once pilotos se inscribieron para la última carrera en Nürburgring a mediados de octubre, mientras que una semana después un total de 41 pilotos tomaron la salida en la última ronda de la F4 Italiana en Mugello.

## Campeones
| Año  | Campeonato de Pilotos | Campeonato de Escuderías | Clase secundaria    | Ref.   |
| ---- | --------------------- | ------------------------ | ------------------- | ------ |
| 2015 | Marvin Dienst         | HTP Junior Team          | R. David Beckmann   | [ 4 ]  |
| 2016 | Joey Mawson           | Prema Powerteam          | R. Nicklas Nielsen  | [ 5 ]  |
| 2017 | Jüri Vips             | Prema Powerteam          | R. Mick Wishofer    | [ 6 ]  |
| 2018 | Lirim Zendeli         | US Racing-CHRS           | R. David Schumacher | [ 7 ]  |
| 2019 | Théo Pourchaire       | US Racing-CHRS           | R. Roman Staněk     | [ 8 ]  |
| 2020 | Jonny Edgar           | Van Amersfoort Racing    | R. Tim Tramnitz     | [ 9 ]  |
| 2021 | Oliver Bearman        | Van Amersfoort Racing    | R. Nikita Bedrin    | [ 10 ] |
| 2022 | Andrea Kimi Antonelli | Prema Racing             | R. Rafael Câmara    | [ 11 ] |